# 예손병원

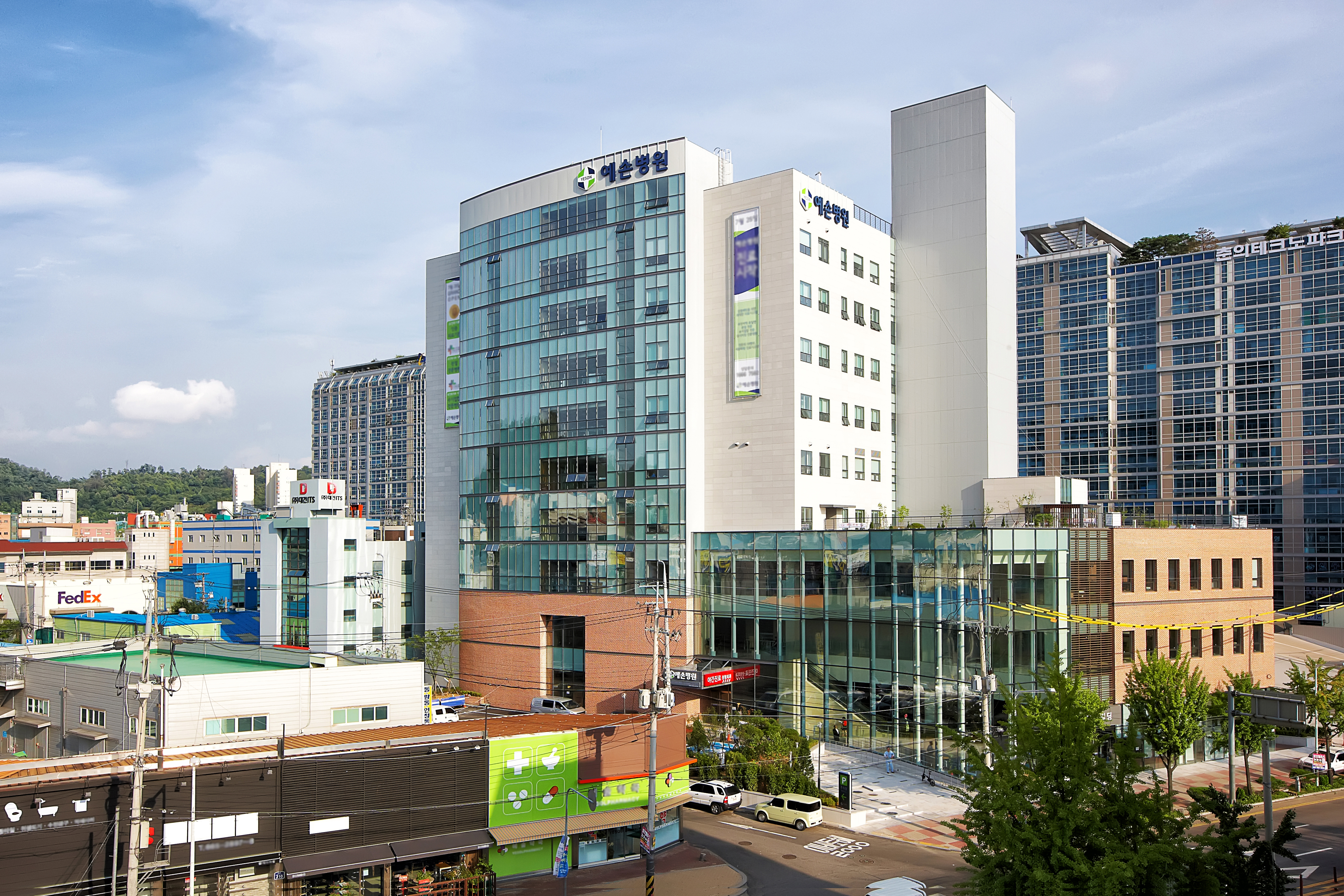

## 예손병원
예손병원(yeson-hospital)은 2005년 1월에 개원한 병원으로 경기도 부천시에 위치한 정형외과다.
부천 지역에서 유일하게 보건복지부로부터 관절·수지접합 두 분야를 전문병원으로 지정받았다.
365일, 22시까지 야간진료를 위해 정형외과/신경외과 전문의가 상주하고 있다.
(■ 야간진료: 정형외과/신경외과 전문의 ■ 응급수술: 수부외과 세부전문의)
정형외과를 전문적으로 진료하기 위해 어깨, 무릎, 고관절, 수부, 족부, 척추 각 부위별 전담 진료 전문의 체제와 여러 부위를 진료받을 수 있는 협진 시스템을 시행하고 있다.
고령 환자의 경우 안전한 정형외과 수술을 위해 뇌신경센터와 내과에서 각 진료과와 함께 진료한다. 
수부센터에서는 수부질환만을 전문적으로 다루는 수부외과 세부전문의(8명)가 진료한다.
(▶EBS 명의로 알려진 고관절 명의 김희중 원장, 수부 명의 백구현, 이재훈 원장이 진료하고 있다.)

## 연혁
- 2005년 1월 예손정형외과 의료기관 개설 허가

- 2006년 11월 예손병원 확장개원

- 2007년 11월 충남 태안군 무료 의료봉사

- 2008년 5월 보건복지부지정 정형외과 전문병원 시범기관 선정

- 2009년 1월 굿네이버스 사례아동 무료수술 (손변형 어린이 무료수술 캠페인)
- 2009년 2월 외래진료실 확장
- 2009년 3월 부천의료특구 척추,관절 전문병원 선정

- 2010년 2월 건강검진센터 확장
- 2010년 8월 족부센터 확장

- 2011년 10월 보건복지부 지정 수지접합 전문병원
- 2011년 12월 부천시 표창장 수여(이웃사랑 실천 및 장애인 복지 증진)

- 2012년 11월 퇴원손상심층조사 - 우수병원표창
- 2012년 11월 홀트아동복지회 - 캄보디아 소녀가장 의료지원

- 2013년 9월 해외의료진 연수 교육 (베트남 의료진 2명, 카자흐스탄 의료진 2명, 일본 의료진 2명)

- 2014년 8월 1주기 의료기관 인증 획득
- 2014년 12월 고관절 치환술 진료량 평가 1등급

- 2015년 1월 보건복지부 지정 관절 전문병원
- 2015년 1월 보건복지부 지정 수지접합 전문병원
- 2015년 2월 보건복지부 장관상 수상
- 2015년 7월 재활의학과센터 확장
- 2015년 7월 신축 이전

- 2017년 3월 산재의료기관 평가 우수기관 선정

- 2018년 1월 보건복지부 지정 관절 전문병원
- 2018년 1월 보건복지부 지정 수지접합 전문병원
- 2018년 7월 2주기 의료기관 인증 획득

- 2019년 3월 건강보험심사평가원 의료질평가 우수기관
- 2019년 4월 보건복지부 장관상 수상

- 2020년 3월 대통령 표창
- 2020년 3월 국민안심병원(외래) 지정
- 2020년 9월 코로나19 극복 공로인정 표창장

- 2021년 1월 보건복지부 지정 관절 전문병원
- 2021년 1월 보건복지부 지정 수지접합 전문병원
- 2021년 4월 전 병동 간호간병 통합서비스 병동 시행
- 2021년 4월 3.0T MRI 2대 운영
- 2021년 4월 64 Channel CT 도입
- 2021년 7월 코로나 백신 접종 위탁의료기관 지정
- 2021년 9월 200만 환자 돌파
- 2021년 12월 질병관리청 퇴원손상심층조사 유공기관 표창

- 2022년 3월 MAKO 무릎인공관절로봇 도입
- 2022년 7월 건강보험심사평가원 의료질평가 우수기관
- 2022년 7월 3주기 의료기관 인증 획득
- 2022년 10월 수부외과세부전문의 수련병원 지정
- 2022년 11월 고압산소치료기 도입
- 2022년 12월 혈류검사기 도입
- 2024년 1월 보건복지부 지정 관절 전문병원
- 2024년 1월 보건복지부 지정 수지접합 전문병원